# Библер, Владимир Соломонович
Влади́мир Соломо́нович Би́блер (4 июля 1918, Москва — 3 июня 2000, там же) — советский и российский философ, культуролог, историк культуры. Создатель учения о диалоге культур, автор работ по истории европейской мысли, логике культурного развития, теории научного познания; руководитель проекта и исследовательских коллективов Школа диалога культур (ШДК).

## Биография
Летом 1941 года окончил исторический факультет МГУ и сразу ушёл на фронт Великой Отечественной войны. После войны успел защитить кандидатскую диссертацию «Философские воззрения послевоенной немецкой социал-демократии» (1951) и был направлен в Сталинабад (теперь Душанбе) в порядке государственной кампании «борьбы с космополитизмом». Там преподавал философию в Таджикском государственном университете. В 1959 году вернулся в Москву, работал в Московском горном институте (сегодня – Горный институт НИТУ «МИСиС») на кафедре философии (1959—1963), в Институте истории естествознания и техники АН СССР (1963—1968), Институте всеобщей истории АН СССР (1968—1980), Институте общей и педагогической психологии АПН СССР (1980—1991), Российском государственном гуманитарном университете (1991—2000).
Похоронен в закрытом колумбарий Новом Донском кладбище (18 колумбарий,2 зал) в 1 нише с женой.

## Семинар Библера
В середине 1960-х годов Библер создал и до конца жизни возглавлял неофициальный домашний теоретический семинар по проблемам философской логики и философии культуры. Семинар собирался в небольшой квартире Библера на Ленинградском проспекте. Участниками семинара были философы, культурологи, историки и психологи: А. В. Ахутин, Л. М. Баткин, И. Е. Берлянд, М. С. Глазман, Т. Б. Длугач, Р. Р. Кондратов, Я. А. Ляткер, Н. В. Малахова, Л. А. Маркова, С. С. Неретина, В. Л. Рабинович, Л. Б. Туманова и др. С 1991 года семинар получил название «Архе» и официальный статус в РГГУ, где В. С. Библер и работал до конца жизни.

## Философия
Историк по образованию, Библер своим призванием считал философию. Здесь он прошёл долгий и драматический путь. Превосходный знаток Маркса, он стремился поначалу вместе с коллегами-философами 1960-х (Э. В. Ильенковым, Г. С. Батищевым, М. Б. Туровским и др.) возродить «подлинного» Маркса, искажённого официозной догматикой. Вскоре этот замысел ушёл вглубь, к гегелевским истокам марксизма, но и Гегель оказался «снятым», Библер пришёл к созданию оригинальной концепции философской логики диалога культур, в основе которой идея о диалогической природе человеческого разума, доведённая до предельных логических и онтологических оснований. Маркс, Гегель оставались постоянными собеседниками Библера, но к ним прибавились Спиноза, Платон, Кант, Бахтин, Выготский — им он посвятил книги и статьи.

## Публикации
В советское время Библеру удалось опубликовать только две книги — «Анализ развивающегося понятия» (1968; в соавторстве) и «Мышление как творчество» (1975) и статьи. Основные сочинения вышли после 1991 года, среди них: «От наукоучения — к логике культуры: Два философских введения в XXI век». М., 1991; «Кант — Галилей — Кант. Разум Нового времени в парадоксах самообоснования». М., 1991; «Михаил Михайлович Бахтин, или Поэтика культуры». М., 1991; «На гранях логики культуры: книга избранных очерков». М., 1997.
В середине 1980-х годов Библер создал на основе своих философских идей целостную концепцию школьного образования — Школа диалога культур, и на протяжении десяти лет возглавляемая им группа «Диалог культур» проводила конференции учителей, работающих в русле этой концепции, и издавала книги по проблемам Школы диалога культур.
С началом перестройки Библер принял активное участие в клубе «Московская трибуна». В публицистических статьях и очерках этого времени он показывал глубинную связь насущных проблем современного плюралистического общества и его демократического устроения с диалогической природой разума и культуры XX века.
После смерти Библера вышла книга «Замыслы» в 2 кн. М., 2002. В ней помещён философский дневник «Заметки впрок», который Библер вел в течение 25 лет, работы жанра, изобретённого Библером — конспекты ненаписанных книг, стенограммы докладов, а также подробная библиография трудов В. С. Библера.

## Семья
- Отец — Соломон Львович Библер, инженер-технолог.
- Жена — Ванда Исааковна Бейлина, преподаватель истории.

## Основные работы
Книги
- О системе категорий логики. — Душанбе, 1957; М., 1958.
- Анализ развивающегося понятия (в соавт.). — М., 1967.
- Мышление как творчество. — М., 1975.
- Галилей и логика мышления Нового времени. Механика и цивилизация 17-19 вв. — М., 1980.
- Нравственность. Культура. Современность. — М., 1988.
- Кант — Галилей — Кант (Разум Нового времени в парадоксах самообоснования). — М., 1990.
- Михаил Михайлович Бахтин или поэтика культуры. — М. 1991.
- От наукоучения — к логике культуры. Два философских введения в двадцать первый век. — М., 1991.
- «Предметная деятельность» в концепции Маркса и самодетерминация индивида. Кемерово, 1993.
- Из стихов (То, что вспомнилось). М., 1994;
- На гранях логики культуры: книга избранных очерков. — М., 1997.
- Замыслы. — М., 2002.

Статьи
- Идея культуры в работах Бахтина // Одиссей. Человек в истории. Исследования по социальной истории и истории культуры. М., 1989;
- Образ простеца и идея личности в культуре средних веков // Человек и культура. М., 1989;
- Культура. Диалог культур (опыт определения). — Вопросы философии, 1989, № 6;
- Бахтин и всеобщность гуманитарного мышления // Механизмы культуры. М., 1990;
- Итоги и замыслы. Конспект философской логики культуры. // Вопросы философии, 1992, № 5;
- Национальная русская идея? — Русская речь. // Октябрь, 1993, № 2;
- Культура XX века и диалог культур // Диалог культур. Материалы научной конференции «Випперовские чтения — 1992», вып. ХХV. М., 1994;
- Что есть философия ? (очередное возвращение к исходному вопросу). // Вопросы философии. 1995, № 1;
- О логической ответственности за понятие «диалог культур» // Архэ. Ежегодник культурологического семинара. М., 1996;
- Диалектика и диалогика // Архэ. Ежегодник культурологического семинара. Вып. 3. М., 1998.

Переводы
- Культура. Діалог культур. Володимир Біблер — К.: ДУХ І ЛІТЕРА, 2018. — 368 с.